# Bolívia nos Jogos Olímpicos de Verão de 2004
A Bolívia competiu nos Jogos Olímpicos de Verão de 2004, em Atenas, na Grécia.

## Desempenho

### Tiro
Masculino
| Atleta             | Evento                | Qualificação | Qualificação | Final       | Final       | Posição |
| Atleta             | Evento                | Placar       | Posição      | Placar      | Total       | Posição |
| ------------------ | --------------------- | ------------ | ------------ | ----------- | ----------- | ------- |
| Rudolf Knijnenburg | Pistola de ar de 10 m | 548          | 47º          | Não avançou | Não avançou | 47º     |